# Помра
По́мра — село в Дальнеконстантиновском районе Нижегородской области. Входит в состав Белозёровского сельсовета.
Село расположено в 18 км к юго-востоку от Дальнего Константинова.
В селе расположена Помринская средняя школа, есть детский сад.
В селе находится центральная усадьба СПК «имени Ленина»
В Помре сохранилась и ныне действует Преображенская церковь (престолы: главный – Преображения Господня, придел – святого Николая Чудотворца), колокольня не сохранилась. Датировка объекта – 1829 год. 19 августа в Помре престольный праздник.

## Историческая справка
Первое упоминание о Помре (Пумре) в литературных источниках можно отнести к  1587-1588 г.г., когда в Пумре находилось 16 дворов, 16 людей.
Из "Нижегородской дозорной книги 1588 года государевым дворцовым бортным, оброчным и посопным селам и деревням" , составленной писцом Василием Борисовым и подьячим Третьяком Аврамовым:
Лета 7096 Мордва Пумерская
 ...«Село Пумра на реке на Пумре, а в нем мордва: во дворе русин Клим бортник, во дворе Малей Череватого, во дворе Наумко Романов, во дворе русаки Иванко Лукоянов да Власко, во дворе Судок Кореватов, во дворе Худяк Костянтинов, во дворе Иванко Олемасов, во дворе Тренька Фомин, во дворе Тимошка Наумов, во дворе Сенька Микифоров, во дворе Истомка Калинин, во дворе Сенька Лукьянов, во дворе Михалько Осипов, во дворе Вахромейко Григорьев, во дворе Васька Гаврилов, во дворе Иванко Микитин, пашни добрые земли 80 чети да перелогом пашни 52 четверти, да перелогу ж лесом поросло ко всему селу 333 четверти с осьминою и с отхожею пожнею кладбищем в поле, а в дву потому ж, сена 600 копен, лес бортной ухожей. И всего в живущем 16 дворов, людей в них тож. Пашни паханые 80 чети, да перелогу 52 четверти, да перелогу ж лесом поросло ко всему селу 333 четверти в поле, а в дву потому ж, земля добра, сена 600 копен, лес бортной ухожей. Да в том же селе на льготе Белянко Якимов, а льготы дано от 96-го году по 99 год»...
 Ряд исследователей предполагает, что время возникновения данного поселения следует отнести к периоду царствования Ивана IV Грозного, его походов на Казань в 1547-1552 годах. В поддержку подобной версии, в частности, свидетельствует сельский статус, нехарактерный для мордовского поселения.
В XVII в являлось вотчиной дворян Нарышкиных.
В 1782 г. село Помры находилось в вотчинном владении вдовы действительного камергера и кавалера князя Андрея Михайловича Белосельского — Анны Федоровны Белосельской. Вскоре село перешло во владение камер-юнкера Ивана Григорьевича Наумова, после смерти которого, в 1792 году село Помры по разделу досталось его малолетней дочери — Дарье Ивановне Наумовой (в замужестве — Новосильцевой). Впоследствии Д. И. Новосильцева продала село Помры полковнику Александру Михайловичу Потемкину.
По сведениям 1859 года село Помры относилось ко 2 стану Нижегородского уезда Нижегородской губернии, располагалось в 70 верстах от губернского и уездного города Нижнего Новгорода, при речках Помранке и Озерке, по правую сторону Перевозского торгового тракта. В селе числилось: 151 двор, мужчин — 481 человек, женщин 543, 1 базар, 1 православная церковь.
В начале XX века в Помрах насчитывался уже 251 двор.

## Этимология
Происхождение названия «По́мра» сводится к двум легендам.
По первой, «Помра (Пумра) » — на языке Терюханской мордвы, прежде жившей в этих местах, означает «Дубрава или чернолесье, лесное урочище». По второй, название произошло от мора, вероятно, бывшего в этих местах и людях переселившихся сюда спасением от него, поскольку неподалёку с селом находится овраг, называемый «Старой деревней», а население соседних сел именует это место даже как «Старая Помра».
В старинных документах село упоминается во множественном числе — «Помры».